# 천보 (오월)
천보(天寶, 908년 ~ 912년)는 오월(吳越) 태조(太祖) 전류(錢鏐) 치세에 개원한 연호이다.

## 연호 기록
- 《용재4필》(容齋四筆) 권5 - 전무숙3개원(錢武肅三改元)
- 《임안부석옥숭화사존승당》(臨安府石屋崇化寺尊勝幢) - 「時天寶四年歲次辛來四月某日，元帥府府庫使王某。」
- 《명경사백산개타라니당》(明慶寺白傘蓋陀羅尼幢) - 「天寶五年太歲王申月日題。」

## 연대 대조표
| 천보        | 원년            | 2년        | 3년        | 4년                 | 5년        |
| ----------- | --------------- | ---------- | ---------- | ------------------- | ---------- |
| 서기 (西紀) | 908년           | 909년      | 910년      | 911년               | 912년      |
| 간지 (干支) | 무진(戊辰)      | 기사(己巳) | 경오(庚午) | 신미(辛未)          | 임신(壬申) |
| 후량 (後梁) | 개평(開平) 2년  | 3년        | 4년        | 5년 건화(乾化) 원년 | 2년        |
| 전촉 (前蜀) | 무성(武成) 원년 | 2년        | 3년        | 영평(永平) 원년     | 2년        |

## 같이 보기
- 다른 왕조의 같은 연호
  - 당(唐) 천보(天寶, 742년 ~ 756년)

- 중국의 연호 목록